# Filippo Galante

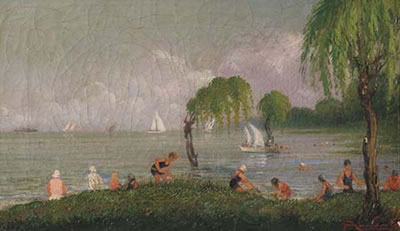
Filippo Galante, Bagnanti, olio su tela

Filippo Galante (Sora, 11 settembre 1872 – Buenos Aires, 11 febbraio 1953) è stato un pittore e medaglista italiano naturalizzato argentino.

## Biografia

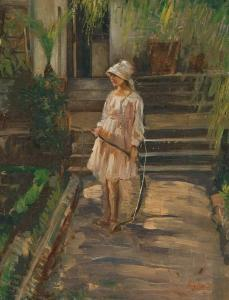
Filippo Galante, Donna con vestito verde

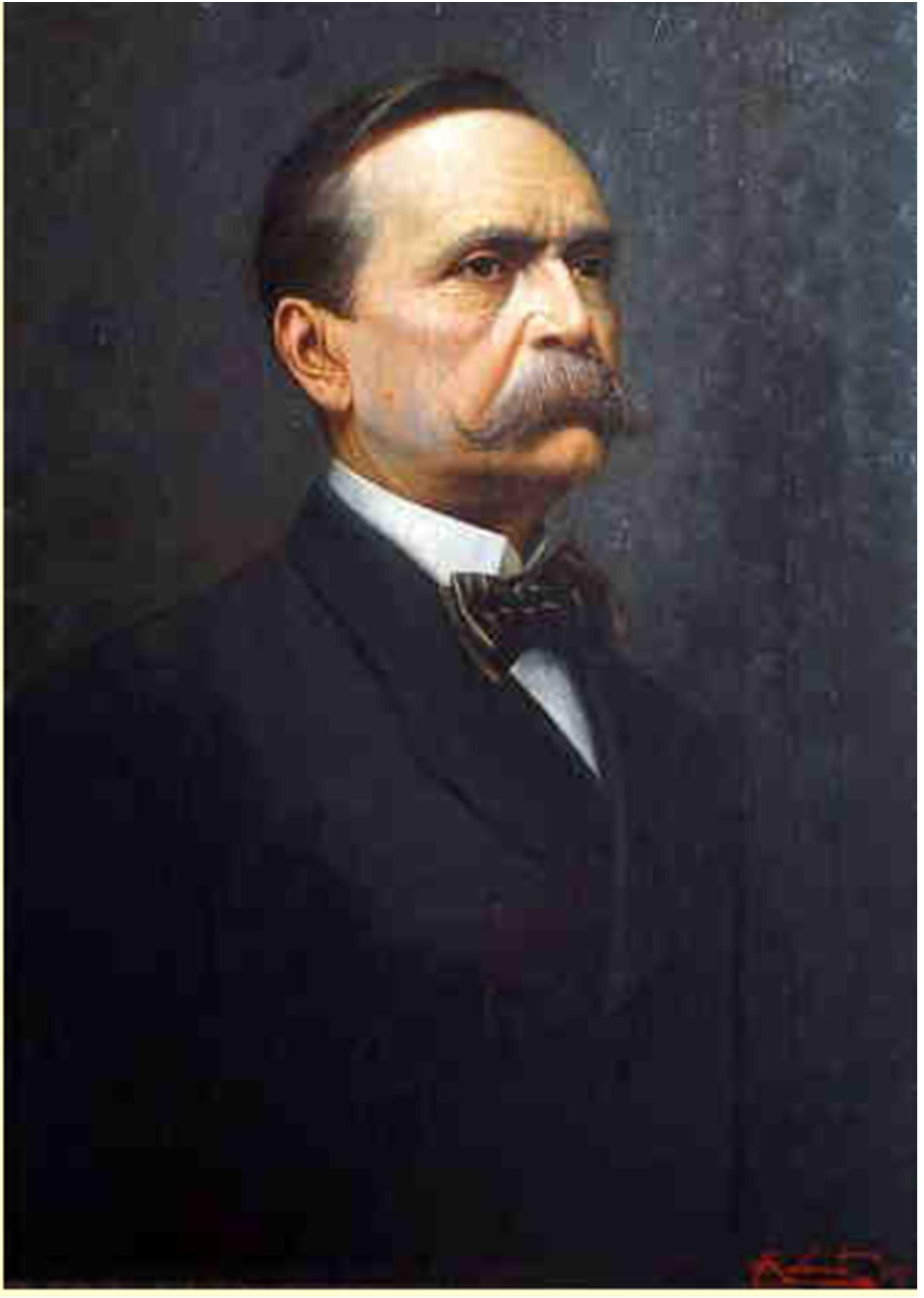
Filippo Galante, Ritratto di Carlos Pellegrini, 1907, olio su tela

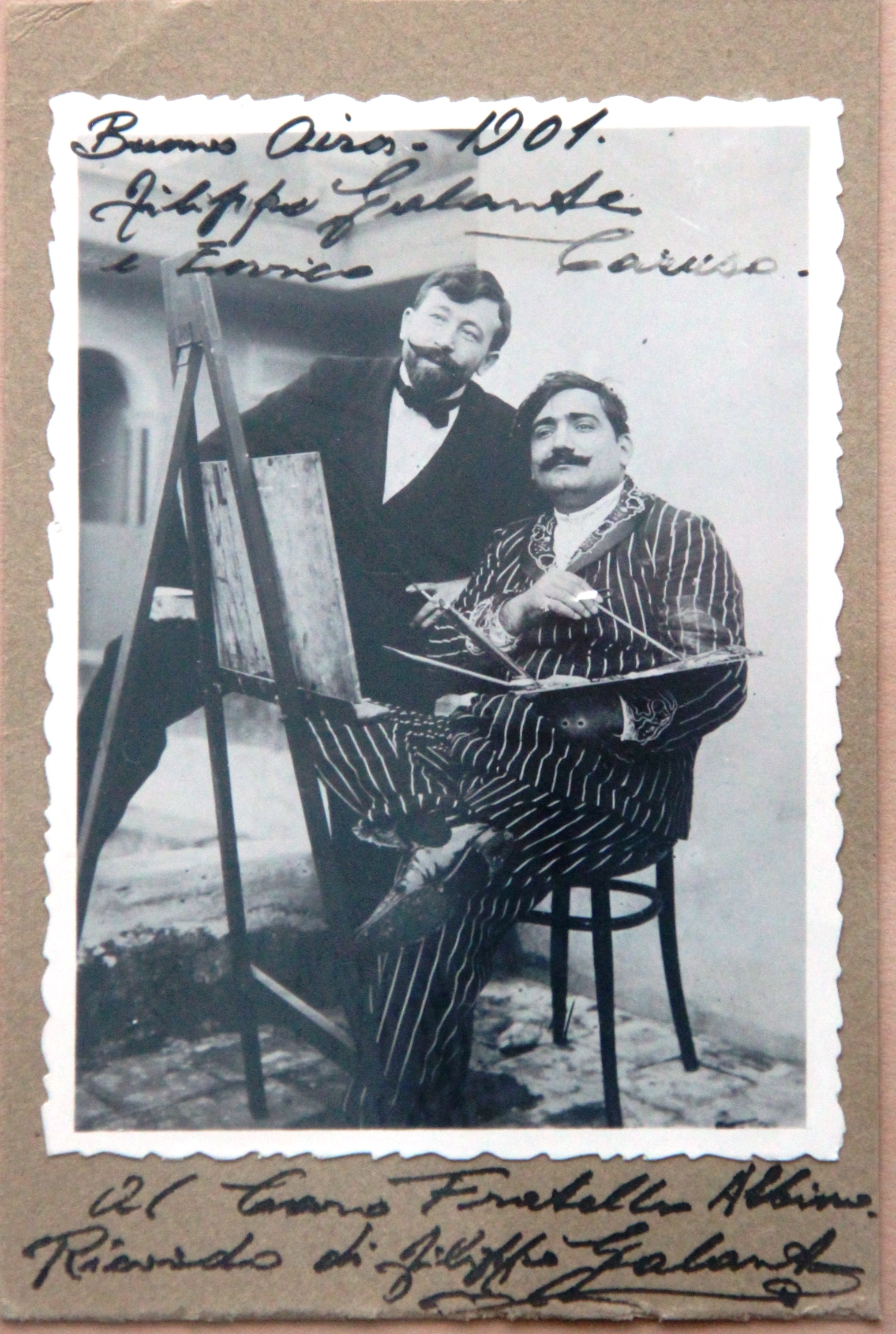
Filippo Galante e Enrico Caruso da una cartolina autografa del pittore inviata al fratello Giuseppe Albino a Tivoli, RM, nel 1901. Collezione Angelo Trusiani, Roma

Nacque a Sora da Domenico e Emilia Sangiovanni ed ebbe quattro fratelli. Studiò nell'Istituto delle Belle Arti di Roma fino al 1894, dove fu allievo di Francesco Jacovacci.
Alla fine del XIX secolo, morti i genitori, emigrò a Buenos Aires, dedicandosi alla vita artistica e alla docenza. Partecipò all’Exposición preliminar de pintura y escultura de artistas italianos inaugurata il 15 settembre 1901 a Buenos Aires, poi ad altre mostre di pittura, ottenendo premi e menzioni. Posarono per lui i presidenti dell'Argentina Julio Argentino Roca e Carlos Pellegrini. Ottenne la cattedra di disegno nel Colegio Nacional del Norte e nel Colegio Nacional de Buenos Aires e di discipline plastiche nell'Instituto Nacional de Sordomudos. Naturalizzato argentino nel 1916, con il nome di Felipe Galante. Realizzò paesaggi di Mendoza, Córdoba e San Luis. Lavorò come medaglista e si presentò con un ricco medagliere di sue opere all'Esposizione Internazionale di Milano del 1906.
Fu amico fraterno di Enrico Caruso, che gli tenne a battesimo due figlie e al quale diede lezioni di pittura. Alla morte del tenore, in suo ricordo Galante fece coniare diverse medaglie d'oro.